# Mártir
Mártir war eine chilenische Hardcore-Band aus Concepción, deren Mitglieder vegan und straight edge lebten.

## Geschichte
Mártir wurde 2008 von Claudio Muñoz (Gesang und Schlagzeug), Pablo Placencia (E-Bass) und Sergio Fuentes (E-Gitarre) gegründet. Im Dezember 2008 veröffentlichten sie ein Demo namens El Santo Grial Del Vegan Straight Edge mit zwei Titeln.
Im Juni 2009 erschien mit Balance Natural die Debüt-EP der Gruppe, welche vom Label No Compromise Records produziert und herausgegeben wurde. Auf dieser EP sind vier Stücke enthalten. Auf diesem Album ersetzte Sergio Inostroza den ursprünglichen Gitarristen Fuentes. Im Juni 2010 folgte die Veröffentlichung einer Split-CD mit der Hardcore-Band Abolición aus Talca. Produktion und Release erfolgten dieses Mal durch Reusa Records.
Anschließend standen Mártir beim argentinischen Independent-Label Vegan Records unter Vertrag. Über dieses Label erschien im Mai 2011 das Album Memorial in Zusammenarbeit mit dem Label Heretic Records als CD und Download.
2013 löste sich die Band auf. Muñoz spielt seitdem Schlagzeug bei Un Nuevo Comienzo, außerdem gründeten Muñoz, Inostroza, Bórquez und Cisterna Ende 2013 eine Band namens Quiebre. 2014 und 2020 kam es zu je einem Reunion-Konzert von Mártir.

## Diskografie

### Alben
- 2011: Memorial (Vegan Records, Heretic Records)

### EPs und Split-CDs
- 2008: El Santo Grial Del Vegan Straight Edge (Demo, Eigenvertrieb)
- 2009: Balance Natural (EP, No Compromise Records)
- 2010: Mártir - Abolición (Split mit Abolición, Reusa Records)